# Náucratis
Náucratis, (del griego: Ναύκρατις, la que gobierna barcos; llamada en árabe: el-Gi'eif, el-Niqrash, el-Nibeira) fue una ciudad o emporio griego en el Antiguo Egipto, hoy en ruinas. Se ubica en el delta del Nilo, en el brazo de Canopo, a 72 kilómetros al SE de Alejandría. 
|  |

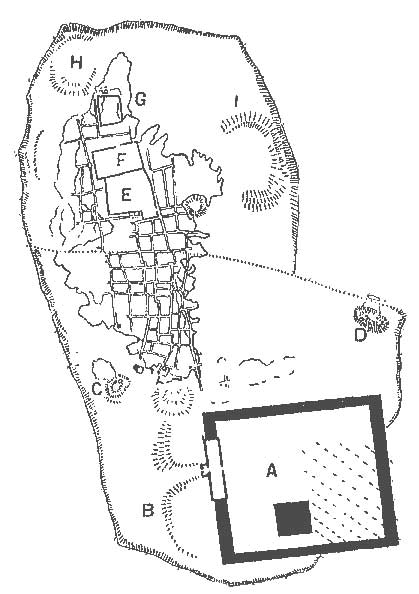
Plano de las ruinas de Náucratis. A: Templo Helénico o Helenio B: Actual villa árabe E: Templos de Apolo y Hera F: Templo de los Dióscuros G: Templo de Afrodita

Náucratis fue la primera colonia comercial establecida en Egipto por los griegos. Fue concedida a estos, según distintas versiones, o por el faraón Psamético I en el siglo VII a. C. o por Amasis en el siglo VI a. C. (según Heródoto), aunque se cree que anteriormente existió una factoría ocupada por colonos de Mileto en el mismo lugar. Muchos de los primeros habitantes de la ciudad fueron mercenarios griegos que servían hasta entonces en la vecina fortaleza egipcia de Daphnae, en el extremo oriental del Delta. Como sea, la colonia fue entregada a una confederación de ciudades, principalmente jónicas, encabezadas por Mileto, Corinto y Egina. Por lo mismo, Náucratis era una verdadera ciudad internacional, y en un atractivo centro cultural visitado por personajes como Solón o Tales de Mileto.
El historiador Heródoto estableció una relación entre la presencia de las diversas comunidades griegas y los distintos templos levantados en la ciudad. Nueve ciudades (Quíos, Tea, Focea, Clazómenas, Rodas, Cnido, Halicarnaso, Fasélide y Mitilene) actuaron en conjunto, levantando un gran templo común, llamado Helenio, y reservándose el derecho de designar al intendente del mercado local. El Helenio era a la vez santuario, depósito comercial, foro de asambleas y fortaleza. Por otro lado, la gente de Mileto levantó un templo a Apolo, la de Egina uno a Zeus y la de Samos otro dedicado a Hera.
Existía también un templo dedicado a los Dioscuros, protectores de los marineros.
Se sabe que la ciudad contaba con un magistrado supremo llamado timuchi, pero se cree que en realidad cada distrito, conformado por griegos de un origen común, se gobernaba a sí mismo.
Heródoto afirma que fue durante un tiempo el único puerto autorizado del delta del río Nilo, por lo que los navegantes del mar Mediterráneo forzosamente debían pasar por él antes de internarse hacia el interior de Egipto. Esta situación privilegiada se mantuvo hasta su conquista por los persas. La posterior campaña de Alejandro Magno y la fundación de Alejandría en el año 331 a. C. relegaron a Naucratis a un segundo plano del que no volvió a sobresalir. 
En 1884 el arqueólogo Flinders Petrie descubrió el sitio de Náucratis e inició los primeros trabajos de excavación. La numerosa presencia de cerámica griega y templos dedicados a dioses helénicos confirman la filiación colonial de la ciudad.

## Ciudadanos destacados
- Ateneo de Náucratis, escritor-historiador.
- Pintor de Amasis, decorador de cerámica griega.
- Cleómenes de Náucratis, político, primer administrador griego de Egipto.
- Estafilo de Náucratis, escritor cuya obra se encuentra perdida.
- Julio Pólux, lingüista de la época romana.

Nacieron en Náucratis, según algunas versiones:
- Filarco, escritor e historiador.
- Apolonio de Rodas, poeta.